# 14e division d'infanterie (Royaume-Uni)
La 14e division (light) est une division d'infanterie de l'armée anglaise créée en 1914 avec des volontaires pour participer à la Première Guerre mondiale.  

## Première Guerre mondiale
La 14e division (light) est créée en septembre 1914 avec des volontaires pour faire partie de la nouvelle armée de général Kitchener. Elle est qualifiée de légère (Light) car toutes ses unités viennent des régiments d'infanterie légère ou de fusiliers, unités qui marchent plus vite que la moyenne. 
La 14e division arrive en France en 1915 et voit la première fois le feu lors de la seconde bataille d'Ypres à Hooge les 30 et 31 juillet 1915 puis lors de la seconde attaque sur Bellewaarde le 25 septembre. Puis, elle est engagée lors de la bataille de la Somme en septembre 1916 lors de la Bataille du bois Delville puis celle de Flers-Courcelette. 
En 1917, elle participe à la bataille d'Arras en prenant part à la première et troisième bataille de la Scarpe (du 9 au 14 avril puis du 3 au 4 mai). La même année, la 14e division participe à la troisième bataille d'Ypres en combattant du 22 au 27 aout à Langemark puis lors des première et deuxième bataille de Passchendaele en octobre et novembre 1917 respectivement. 
En 1918, elle combat lors de la bataille de la Somme, lors des batailles de Saint-Quentin du 23 au 25 mars et celle de l'Avre le 4 avril. Puis participe à l'offensive des cents jours en avançant dans les Flandres face aux Allemands en retraite. 
La division est dissoute en mars 1919 et ne serra pas recréée lors de la Seconde Guerre mondiale. 

## Composition

### 41eBrigade
- Avant juin 1918
  - 7e bataillon : the King's Royal Rifle Corps (quitte en février 1918)
  - 8e bataillon : the King's Royal Rifle Corps
  - 7e bataillon : the Rifle Brigade (Prince Consort's Own)
  - 8e bataillon : the Rifle Brigade (Prince Consort's Own)
- Après juin 1918
  - 18e bataillon : the York and Lancaster Regiment
  - 29e bataillon : the Durham Light Infantry
  - 33e bataillon : the London Regiment (Rifle Brigade)

### 42eBrigade
- Avant juin 1918
  - 5e bataillon : the Oxford and Buckinghamshire Light Infantry
  - 5e bataillon : the King's (Shropshire Light Infantry) (dissout en février 1918)
  - 9e bataillon : the King's Royal Rifle Corps
  - 9e bataillon : the Rifle Brigade (Prince Consort's Own)
- Après juin 1918
  - 6e (Royal Wiltshire Yeomanry) bataillon : the Duke of Cornwall's Light Infantry
  - 16e bataillon : the Manchester Regiment (1st City)
  - 14e bataillon : Princess Louise's (Argyll and Sutherland Highlanders)

### 43eBrigade
- Avant juin 1918
  - 6e bataillon : the Somerset Light Infantry (Prince Albert's)
  - 6e bataillon : the Duke of Cornwall's Light Infantry (dissout en février 1918)
  - 6e bataillon : the King's Own Yorkshire Light Infantry (dissout en février 1918)
  - 10te bataillon : the Durham Light Infantry (dissout en février 1918)
  - 9e bataillon : the Cameronians (Scottish Rifles) (rejoint en février 1918, quitte en avril)
  - 7e bataillon : the King's Royal Rifle Corps (rejoint en février 1918)
- Après juin 1918
  - 12e bataillon : the Suffolk Regiment (East Anglia)
  - 20e bataillon : the Duke of Cambridge's Own (Middlesex Regiment)
  - 10e bataillon : the Highland Light Infantry

### Troupes divisionnaires
- 11e bataillon : the King's Regiment (Liverpool) (pionniers) (quitte en juin 1918)
- 15e bataillon : the Loyal Regiment (North Lancashire) (pioneers) (rejoint en juin 1918)
- 14e bataillon du corps de mitrailleuses (formé en mars 1918)

### Artillerie
- XLVI Brigade RFA
- XLVII Brigade RFA
- XLVIII Brigade RFA (quitte en janvier 1917)
- XLIX (Howitzer) Brigade, RFA (dissoute en octobre 1916)